# 青肉
青肉（あおにく green meat ）は、肉製品を加工した際に出来る不良品をいう。アメリカでは green meat や dead meat などと呼ばれる。

## マグロの青肉
マグロ類を加熱加工した際に通常明るい赤色変化を起こすものが、淡い緑色や色調の異常に暗い肉が出来る場合がある。これらは「マグロの青肉」などと呼ばれ、販売できない不良品として扱われる。
青肉の発現は筋力色素であるミオグロビンとTMAOが深く関与しており、TMAOの含有量が他の魚介類と比較して高いマグロが青肉になりやすい。
TMAOは還元されると臭気の元となるトリメチルアミンを生成する為、青肉も魚介類特有の生臭さを伴っている。

## 類似現象
青肉と似た現象の不良品としてブルーミートと呼ばれるものがあるが、こちらは血液中に存在するヘモシアニンが原因で、カニの加工肉などにおいて加工前に充分に脱血できていなかった場合などに発現する。青肉とは別の現象の不良品である。